# 2020 SO
2020 SO és un petit objecte proper a la Terra, identificat com a restes del tram accelerador Centaur de la nau espacial Surveyor 2 llançat a l'espai el 20 de setembre de 1966, involucrat a les missions espacials del programa Surveyor. Va ser descobert gràcies a l'estudi Pan-STARRS1 a l'Observatori de Haleakala el 17 de setembre de 2020. L'u de desembre de 2020 va fer la seva màxima aproximació a la terra, el dia 2 de febrer farà un apropament final a uns 220.000 quilòmetres. La seva trajectòria nominal indica que va assolir una excentricitat orbital geocèntrica inferior a 1 el 15 d'octubre de 2020 i va quedar capturat temporalment per la Terra el 8 de novembre, quan entrà en l'esfera de Hill de la Terra.
Els objectes propers a la terra que interaccionen temporalment amb aquesta, a voltes se'ls anomena "minillunes", satèl·lits hipotètics de la Terra o quasi-satèl·lits. En aquest cas parlar d'aquest terme resulta enganyós ja que és brossa espacial artificial.

## Trajectòria al voltant de la Terra
Durant la seva òrbita geocèntrica al voltant de la Terra, 2020 SO farà dues passades properes a la Terra. La primera aproximació es va produir el primer de desembre de 2020, a una distància nominal de perigeu d'aproximadament 0,13 distàncies lunars (50.000 km). En aquesta passada va mostrar una magnitud aparent no inferior 14,1, de manera que no es podrà veure a ull nu.
La segona aproximació és el 2 de febrer de 2021, a una distància nominal de perigeu d'aproximadament 0,58 distàncies lunars (220.000 km).
Finalment, abandonarà l'esfera de Hill de la Terra al voltant del 7 de març de 2021. Els detalls precisos de la seva òrbita poden variar molt amb les successives observacions, que permetran ajustar millor les prediccions.

## Origen

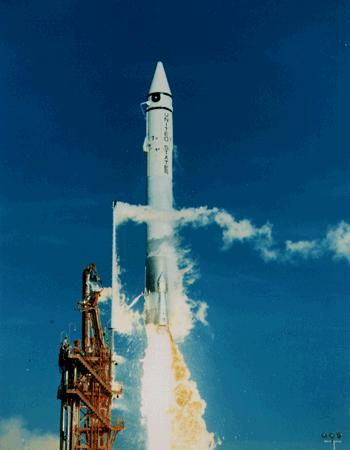
Llançament del Surveyor 2 el 1966. El propulsor esdevindria anys després identificat com a l'objecte proper 2020 SO

Paul Chodas, del Jet Propulsion Laboratory, sospità que el 2020 SO podia ser el coet auxiliar Centaur del Surveyor 2, llançat el 20 de setembre de 1966. L'òrbita semblant a la de la Terra i la baixa velocitat relativa van suggerir que es tractava d'un possible objecte artificial humà. Els estudis espectroscòpics varen ajudar a determinar que l'objecte estava cobert de pintura amb diòxid de titani. La seva corba de llum presentava variacions amb una amplitud de 2,5 magnituds, cosa que implicava o bé una forma allargassada o variacions d'albedo a la seva superfície. El seu període de rotació és d'uns 9 segons.